# Muzeum Izba Polska
Muzeum Izba Polska (duń. Museum Polakkasernen) – duńskie muzeum upamiętniające i dokumentujące historię oraz warunki życia polskich pracowników sezonowych, mieszkających na duńskiej wyspie Lolland w latach 1893–1912.
Budynek został zaprojektowany przez duńskiego architekta Henrika C. Glahnsa w 1911 roku na zlecenie dworu Lungholm.
Muzeum znajduje się w miejscowości Taagerup w Danii, przy ulicy Højbygårdsvej 34. Ekspozycje można zobaczyć od 1 lipca 2021 r. do 31 sierpnia włącznie oraz w 42. tygodniu codziennie z wyjątkiem poniedziałków w godz. 14.00-16.00.

## Historia
Pracownicy sezonowi przyjeżdżali do Danii z ubogich środowisk polskiej Galicji na przełomie XIX i XX wieku i byli zatrudniani jako tania siła robocza, ze względu na szybki rozwój przemysłu cukrowniczego. Pracownicy zajmowali się pracą związaną z uprawą buraków cukrowych, od siewu aż po zbiór.
W tym okresie na wyspie Lolland istniało już 30 pracowniczych budynków. Budynki mieszkalne dla pracowników sezonowych na południu Danii nazywano „Polakkaserne” i były przeznaczone dla 30 robotników. Budowano je z dala od miejscowości, w celu ograniczenia kontaktów z miejscową ludnością.
W 1984 roku z inicjatywy Torstena Elsvora powstało w tym miejscu muzeum „Izba Polska”.